# Gutsanlage Lobendorf

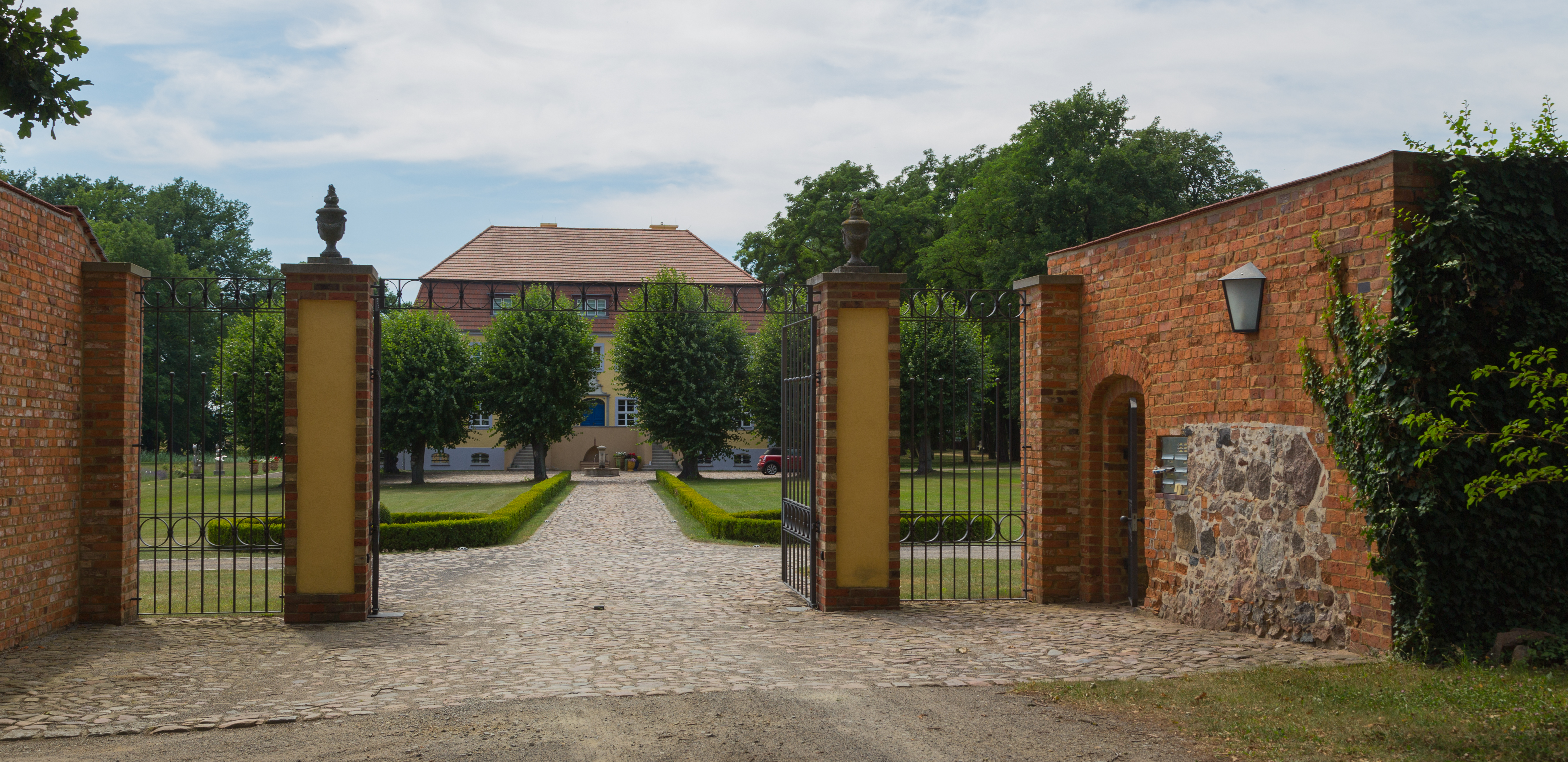
Gutshaus mit Einfahrtstor (2018)

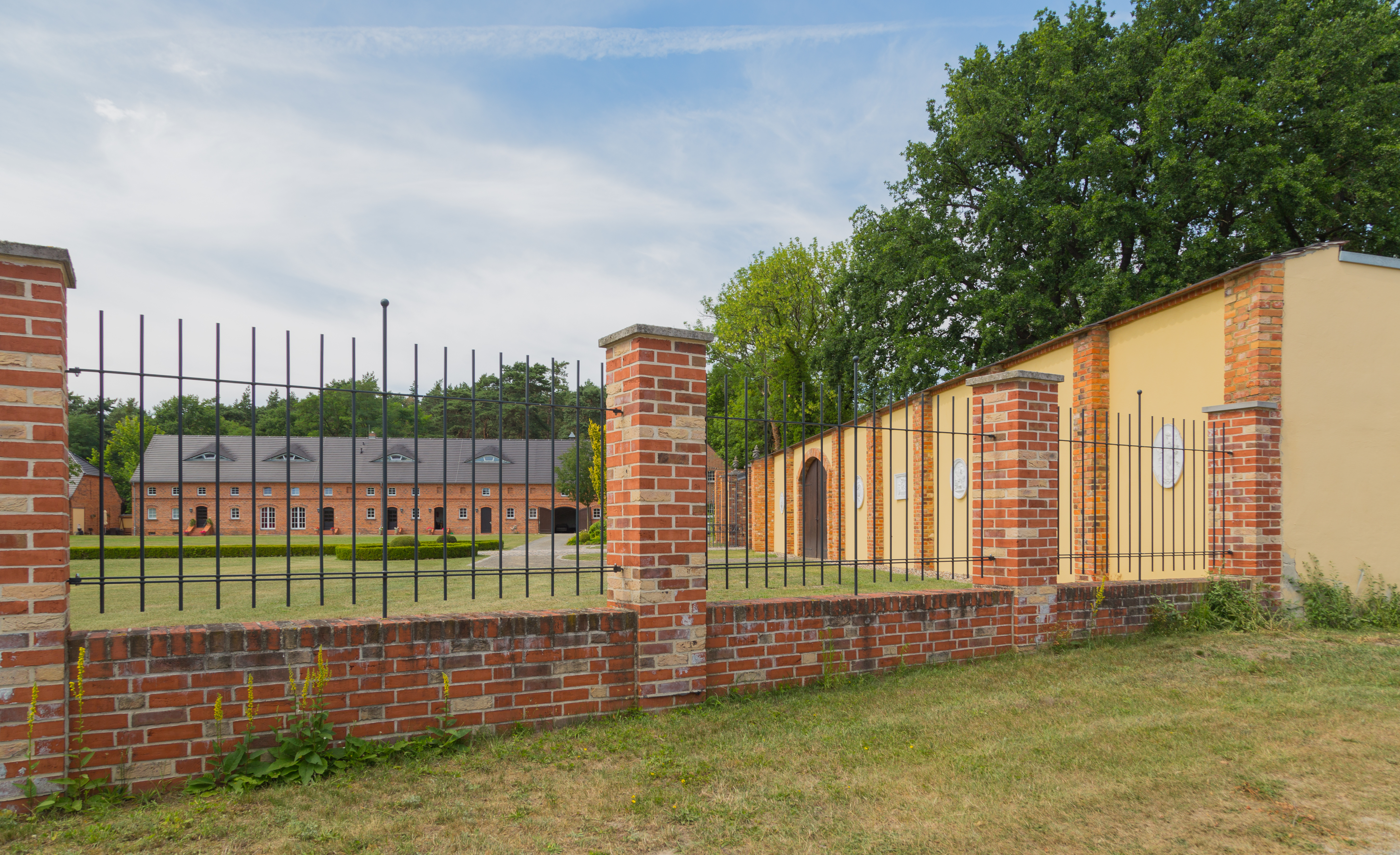
Ehemalige Scheune (2018)

Die Gutsanlage Lobendorf ist ein Gutshof in Lobendorf, einem Gemeindeteil der Stadt Vetschau/Spreewald im Landkreis Oberspreewald-Lausitz in Brandenburg. Die Anlage besteht aus dem Gutshaus, Nebengebäuden und einem südwestlich anschließenden Landschaftspark und steht in ihrer Gesamtheit unter Denkmalschutz.

## Geschichte und Architektur
Das Gut Lobendorf wurde im Jahr 1450 urkundlich erwähnt und gehörte damals der Familie von Zabeltitz. Ab spätestens 1660 wechselten die Besitzer häufig. Das Herrenhaus im Barockstil wurde im 18. Jahrhundert als Wohnhaus der Gutsherren errichtet. Es ist ein zweigeschossiger Putzbau aus Ziegelmauerwerk mit Mansardwalmdach und neun Achsen. Die Fassade ist symmetrisch gegliedert, die Fenster sind rechteckig. In der Mitte befindet sich ein Eingangsportal mit Korbbogen, davor eine zweiläufige, gebogene Freitreppe mit einem dazwischen liegenden Brunnen. Zu Beginn des 20. Jahrhunderts entstanden auf dem Gutsgelände eine Werkstatt und zwei Ställe als einfache Ziegelbauten.
Im Jahr 1910 kam das Gut Lobendorf in den Besitz des polnischen Adelsgeschlechts von Leszczyński. Dieses verkaufte das Gut in den 1930er Jahren weiter, die neuen Besitzer wurden bei der Bodenreform in der Sowjetischen Besatzungszone nach dem Zweiten Weltkrieg nicht enteignet und bewirtschafteten das Gut in der DDR weiter. 1990 wurde die Gutsanlage von einem Ehepaar gekauft, die zunächst einen alten Stall zu einem Wohnhaus umbauten. Das Gutshaus wird heute zu Wohnzwecken genutzt, die umgebaute Scheune als Ferienwohnung.